# The Pack (amerykański zespół muzyczny)
The Pack – amerykański zespół hip-hopowy z miasta Berkeley w stanie Kalifornia. Obecny na scenie od 2005 roku.
Zespół jest związany ze znanym raperem Too $hortem. Short odkrył i wypromował The Pack, które ma obecnie podpisany kontrakt z jego wytwórnią muzyczną Up All Nite Records.

## Dyskografia
- 2005: Skateboards 2 Scrapers
- 2007: Based Boys
- 2010: Wolfpack Party